# Борзыни
Борзы́ни — село, центр Борзынского сельского поселения Кувшиновского района Тверской области. Расположено в 20 километрах от районного центра Кувшиново по автодороге «Кувшиново—Есеновичи—Вышний Волочёк» (в 1 км от трассы) на правом берегу реки Семыни.

## История
В 1989 году в селе Борзыни проживало 250 жителей, в 2008 г. — 240 жителей.

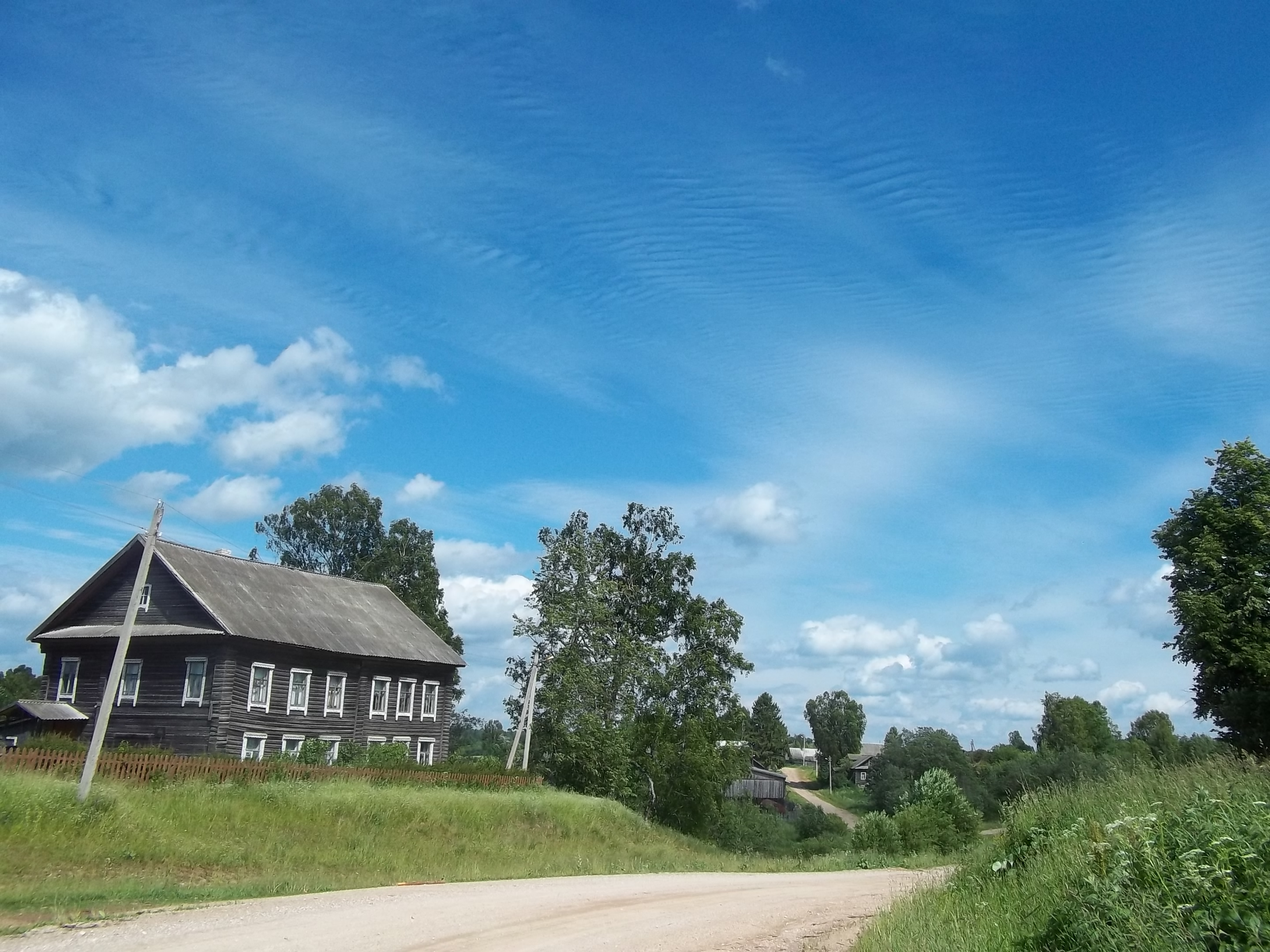
Музей крестьянских родословных села Борзыни. Вид на долину реки Семыни и деревню Раменье. Выезд из села Борзыни в сторону села Бор.

По свидетельству археологов село Борзыни является одним из ранних центров христианизации Тверской земли. На территории древнего селища при археологических раскопках были найдены бронзовые кресты и медные иконки домонгольского периода.
В 1861—1929 годах село являлось центром волости.
В 1918—1919 годах крестьяне села Борзыни участвовали в движении «зеленых».
В 1931 году в Борзынях был создан колхоз, а с 1953 года село стало центральной усадьбой совхоза «Бор».
Во время Великой Отечественной войны село Борзыни находилось в прифронтовой полосе Калининского фронта.

## Население
| 1859 | 2008 | 2010 |
| ---- | ---- | ---- |
| 99   | ↗240 | ↘237 |

## Инфраструктура
В Борзынях действуют 9-летняя школа, дом культуры, сельская библиотека и музей крестьянских родословных.
Согласно сообщению 12.10.2020г. в Кувшиновской газете "Знамя", хранитель музея "Крестьянских родословных" д. Борзыни Владимир Иванович Фадеев, по результатам конкурса "Лучший в России", который проводится редакцией тур-каталога "Отдых в России", стал победителем в номинации "Персона года" за сохранение музея «Крестьянских родословных».
Работает почтовое отделение и магазин.
Село телефонизировано.
В настоящее время в состав села Борзыни входит соседняя деревня Раменье, расположенная на левом берегу реки Семыни.

## Достопримечательности

Спасская церковь села Борзыни

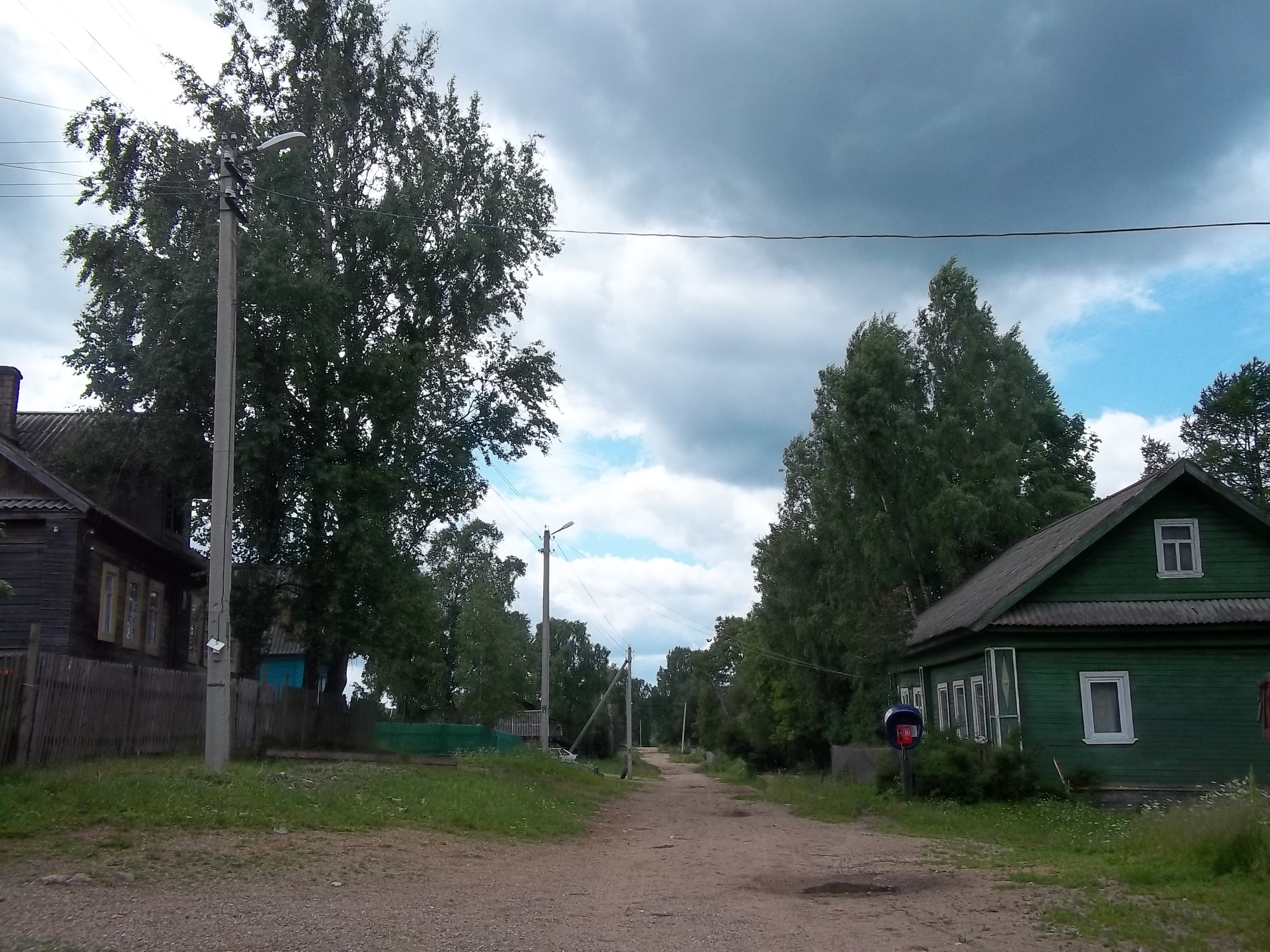
Улица в деревне Раменье, входящей в состав села Борзыни

В центре села находится недействующий ныне храм Нерукотворного Спаса.
Церковь в стиле барокко была построена к 1755 году на средства местного помещика Артемия Шишкина вместо деревянной, пришедшей в ветхость Пятницкой церкви.
Церковь была построена из камня, фамилия архитектора не сохранилась.
Церковь имела три престола: главный престол Спаса Нерукотворного Образа и придельные престолы: Святителя Николая и мученицы Параскевы, Преподобного Сергия Радонежского.
Сохранились церковные документы: опись 1846 года, метрики с 1778 года, исповедные 1829 года, план на землю.
Напротив церкви, в доме, принадлежавшем купцам Калининым, учителями местной школы был создан Музей крестьянских родословных, в котором собраны материалы по генеалогии, воспоминания, коллекции старинных книг, фотографии, личные дневники, крестьянская утварь XIX — начала XX в. В 2011 году музеем руководит учитель Владимир Иванович Фадеев.
Близ Борзынь в деревне Малое Васильково родился Герой Советского Союза Я. С. Воробьёв.
Близ Борзынь также находятся исторические села Бор и Горницы. В нежилом в настоящее время селе Горницы сохранились остатки усадьбы П.В.Беклемишева и здания Владимирской церкви (архитектор Львов, Николай Александрович), построенной в начале 1790-х годов.

## Галерея

Спасская церковь в селе Борзыни, западный придел.
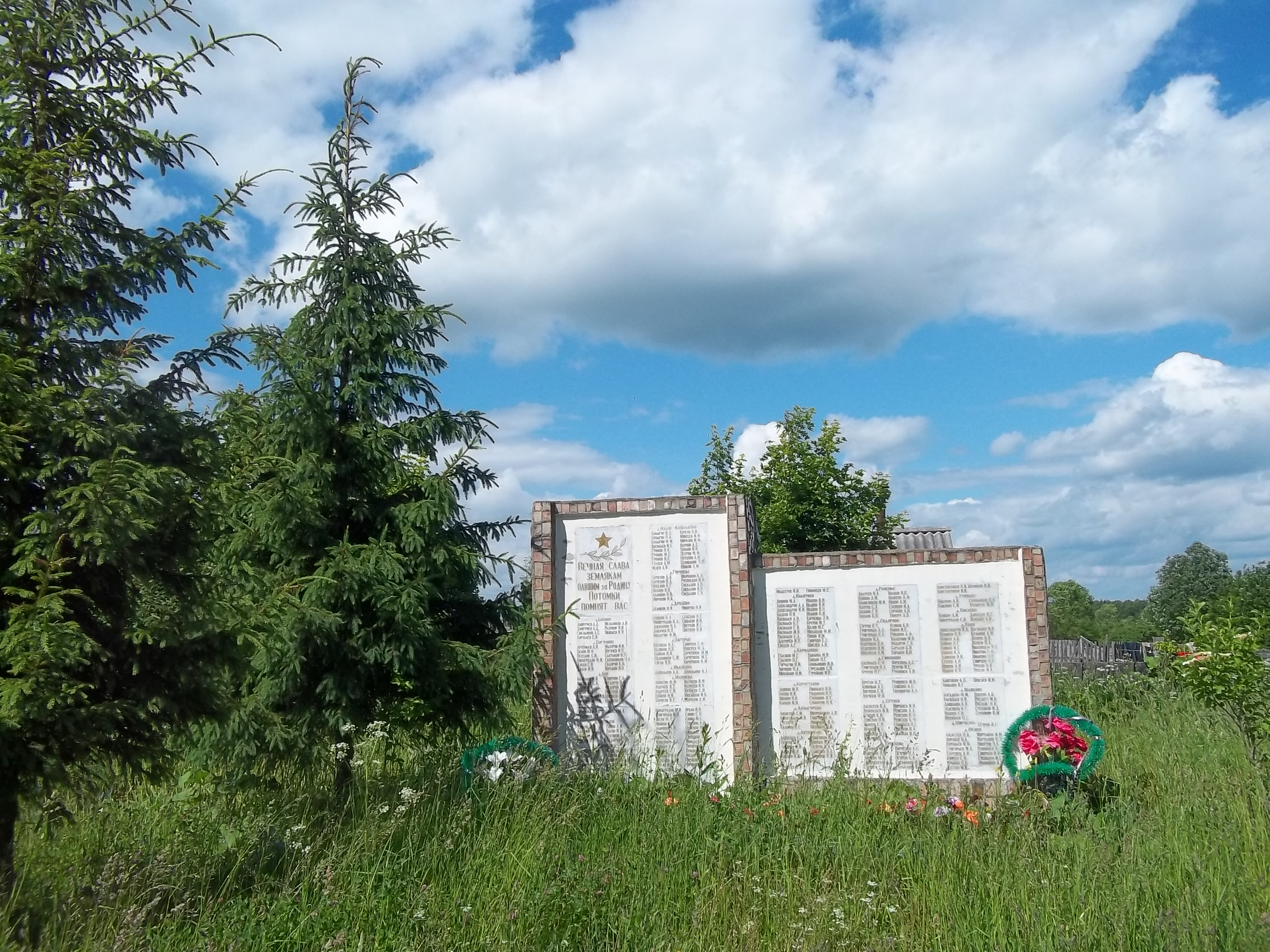
Мемориал павшим в Великую Отечественную войну в селе Борзыни.
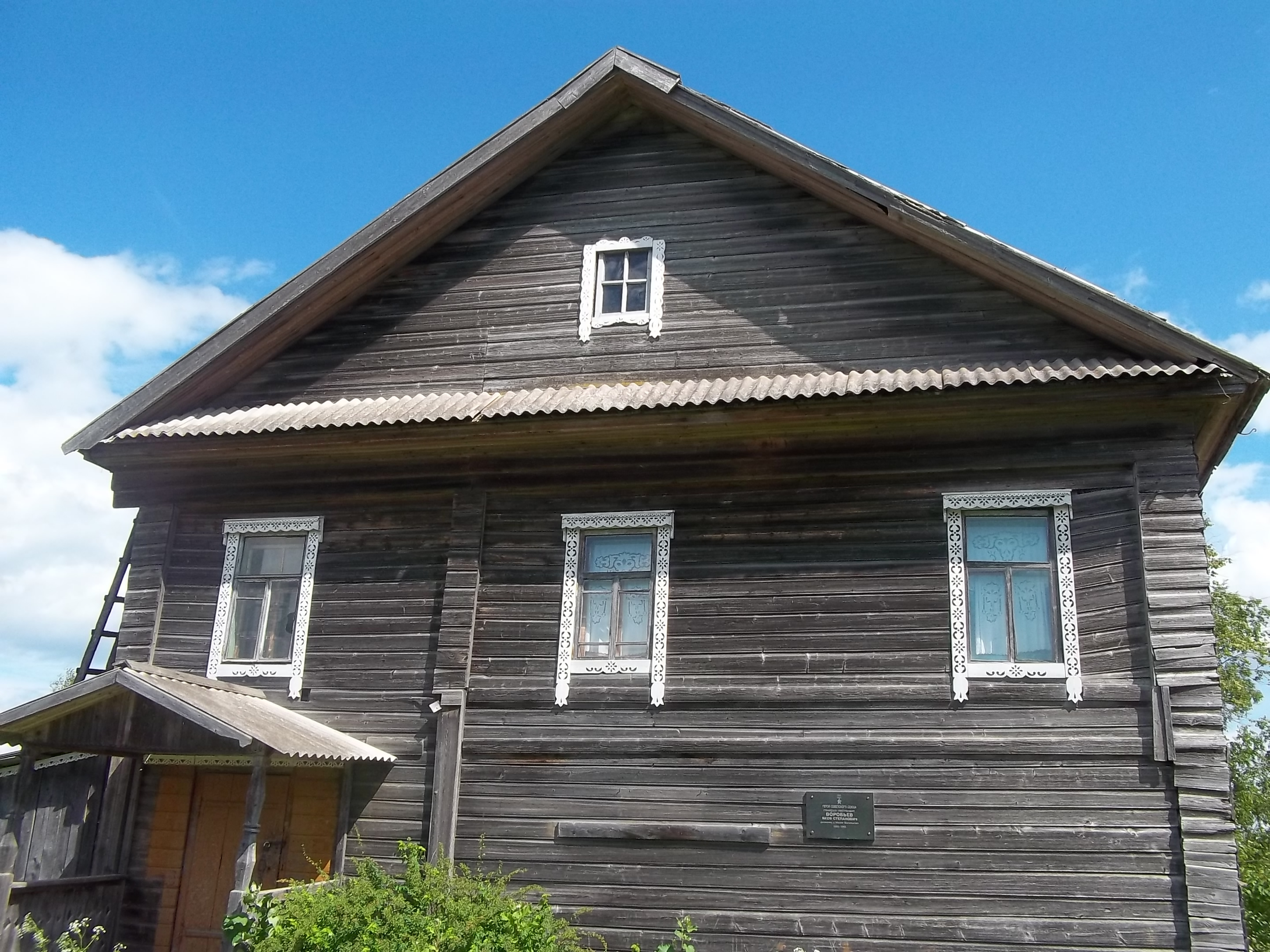
Музей крестьянских родословных с мемориальной доской Героя Советского Союза Я. С. Воробьева.
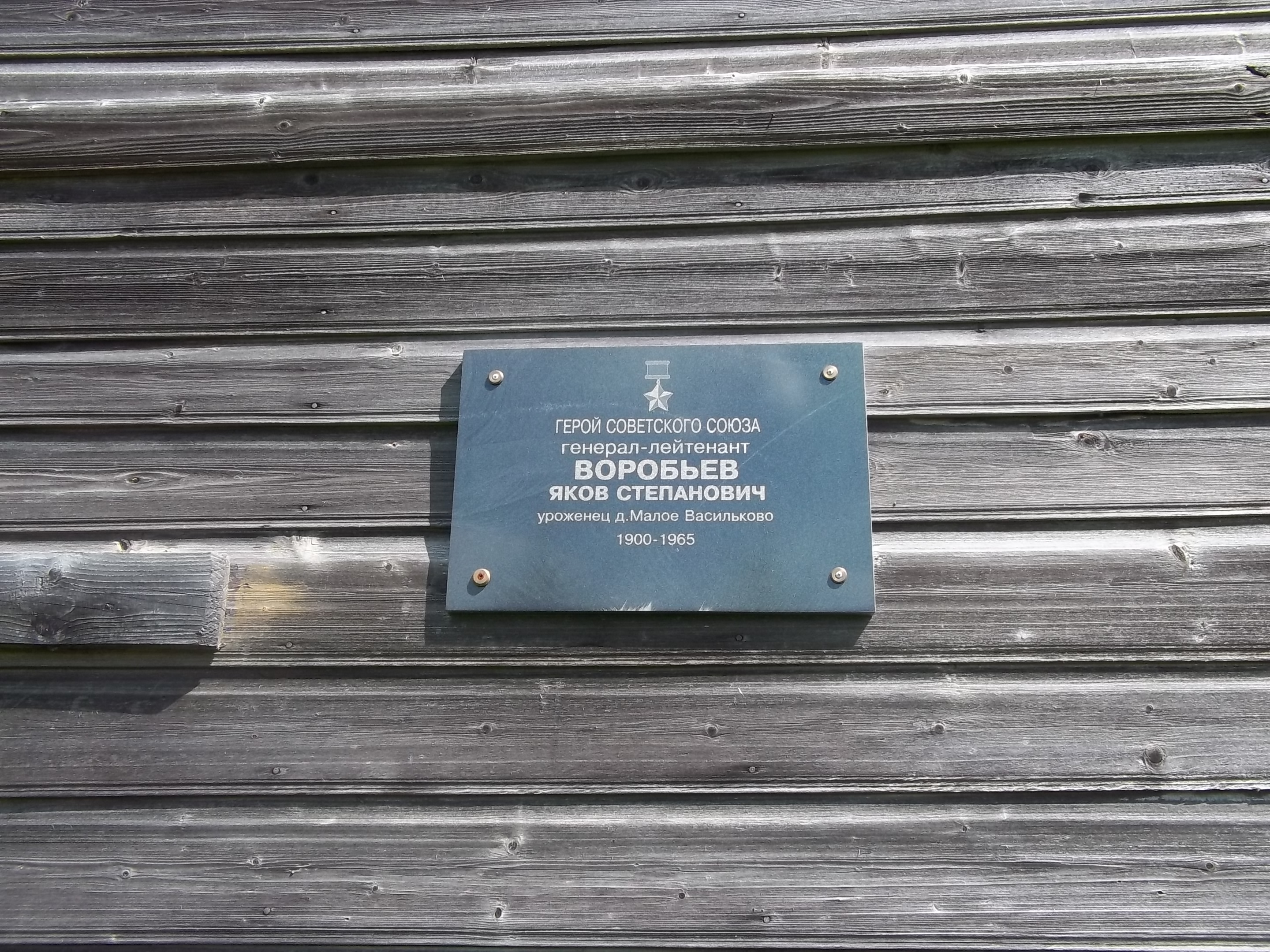
Мемориальная доска героя Советского Союза Воробьева Якова Степановича (1900-1965) в селе Борзыни.
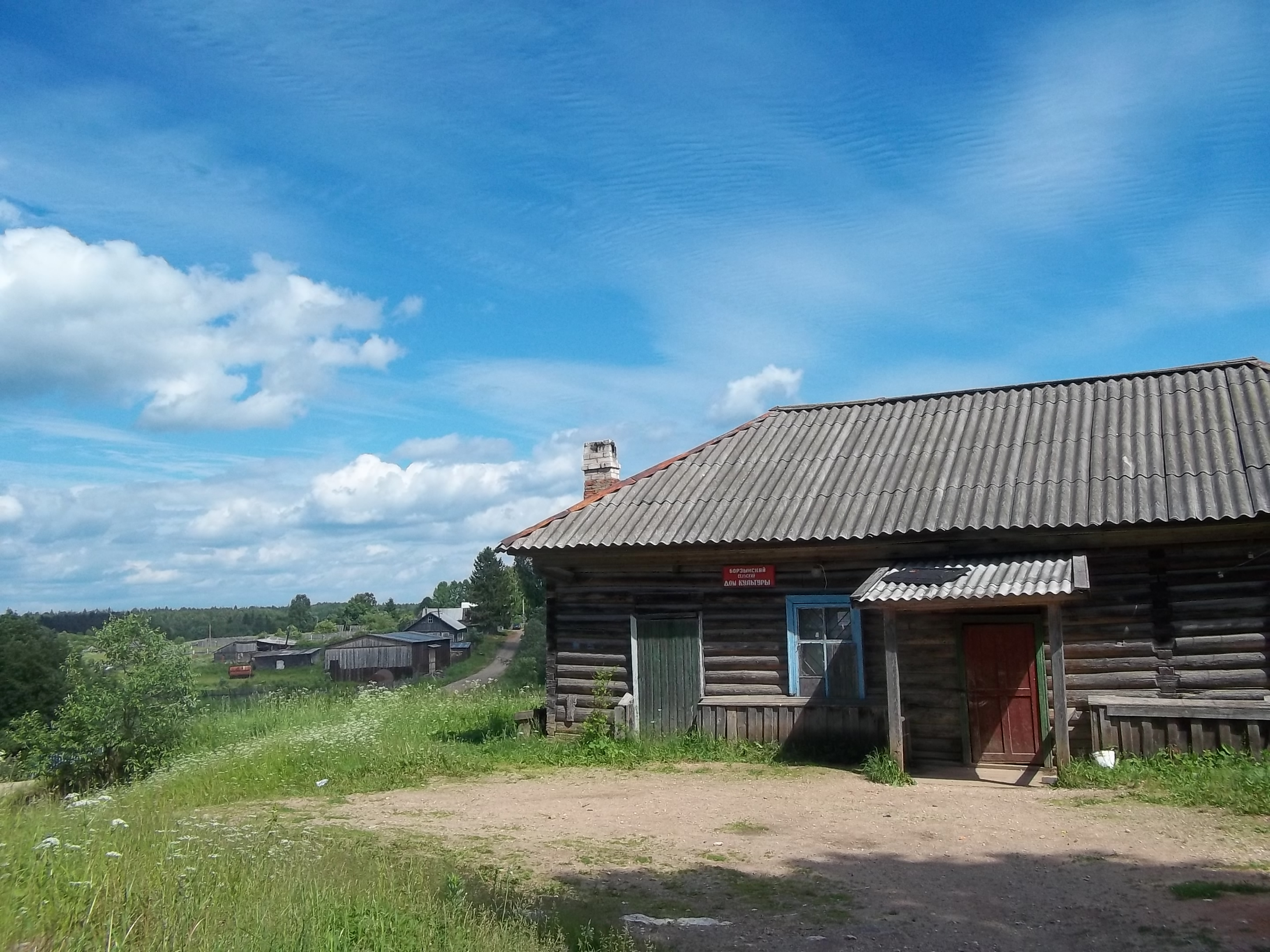
Дом культуры села Борзыни.
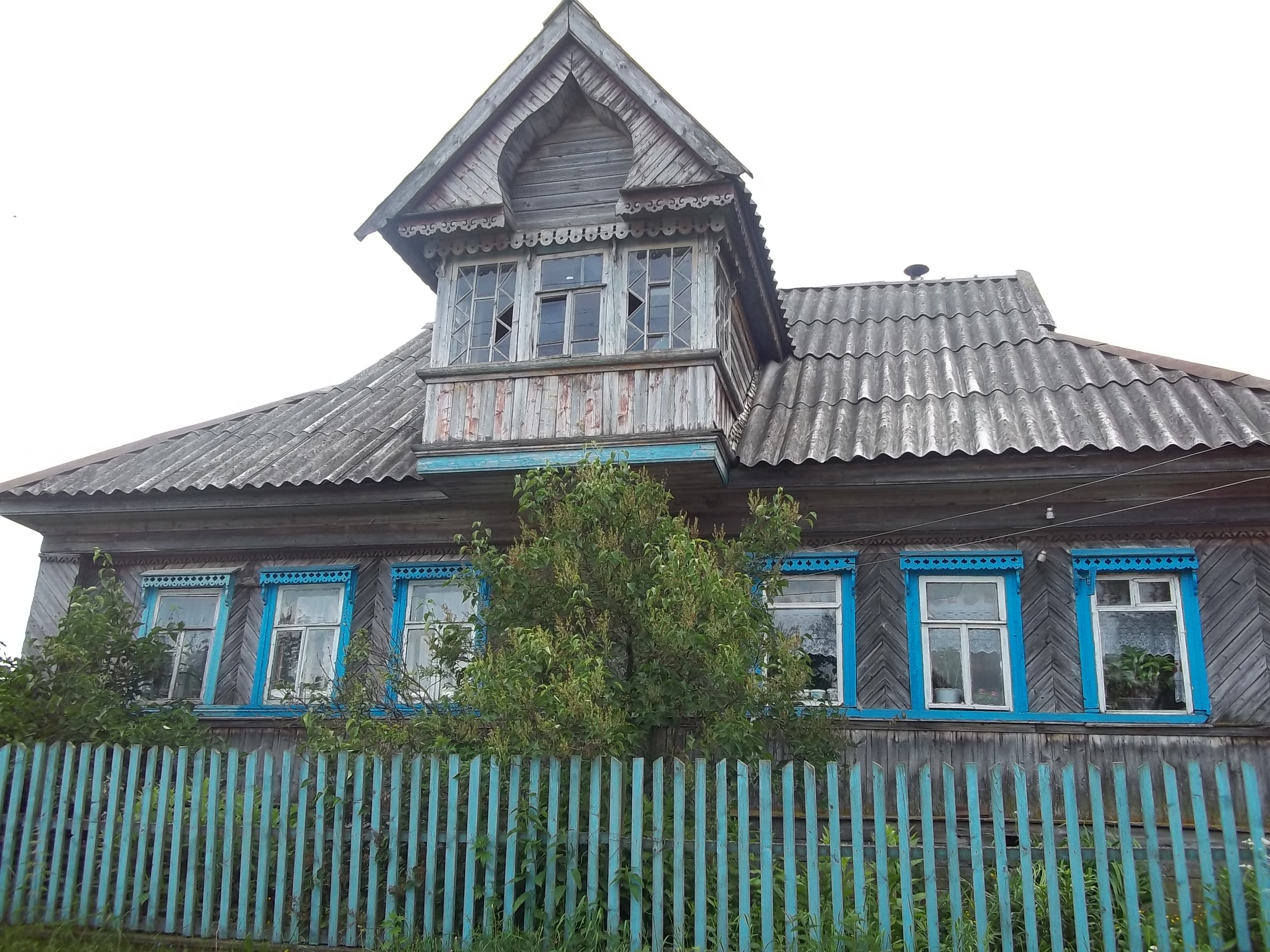
Старинный деревянный жилой дом в деревне Раменье, входящей в состав села Борзыни.